# Spilarctia strigatula
Espèce
Synonymes
- Arctia strigatula Walker, 1855
- Diacrisia strigatula (Walker, 1855)
- Spilosoma strigatula (Walker, 1855)

Spilarctia strigatula est une espèce de lépidoptères (papillons) de la famille des Erebidae et de la sous-famille des Arctiinae. Elle est originaire d'Asie du Sud-Est.
C'est une espèce polyphage et phyllophage dont les chenilles se nourrissent des feuilles de nombreuses espèces de plantes, en particulier dans les genres Dioscorea, Alternanthera, Commelina, Gerbera, Ipomoea, Musa, Paspalum, Sesbania et Vanda.